# Phytocoris tobrendae
Phytocoris tobrendae är en insektsart som beskrevs av Stonedahl 1988. Phytocoris tobrendae ingår i släktet Phytocoris och familjen ängsskinnbaggar. Inga underarter finns listade i Catalogue of Life.